# أباكافير/لاميفودين
أباكافير/لاميفودين ويباع تحت الاسم التجاري كيفيكسا وغيرها، هو دواء مركبٌ يُستخدم لعلاج فيروس نقص المناعة البشرية/الإيدز. يحتوي على أباكافير ولاميفودين. يوصى عمومًا باستخدامه مع مضادات الفيروسات القهقرية الأخرى. يشيع استخدامه كجزء من العلاج لدى الأطفال. يُؤخذ عن طريق الفم على شكل أقراص.
تشمل الآثار الجانبية الشائعة مشاكل النوم والصداع والاكتئاب والشعور بالتعب والغثيان والطفح الجلدي والحمى. قد تشمل الآثار الجانبية الخطيرة ارتفاع مستويات اللاكتات في الدم والحساسية وتضخم الكبد. لا ينصح باستخدامه للأشخاص الذين لديهم جين محدد يعرف باسم معقد التوافق النسيجي الكبير-ب. على الرغم من أنهُ لم يُدرس جيدًا، إلا أنه لا بأس باستخدامه أثناء الحمل. لاميفودين وأباكافير كلاهما من مثبطات إنزيم النسخ العكسي [الإنجليزية] للنيوكليوسيد (NRTI).
تمت الموافقة على أباكافير/لاميفودين للاستخدام الطبي في الولايات المتحدة في عام 2004. وهو مدرج في قائمة منظمة الصحة العالمية للأدوية الأساسية.

## المجتمع والثقافة

### الأسماء
يُباع هذا الدواء تحت الاسم التجاري كيفيكسا في معظم البلدان باستثناء الولايات المتحدة، حيث تحمل العلامة التجارية إبزيكوم. يُسَوقُ الدواء من قبل فيّف للرعاية الصحية [الإنجليزية].

### التحديات القانونية
قدمت كل من تيفا للأدوية وشركة لوبين المحدودة [الإنجليزية] طلبات أدوية جديدة مختصرة [الإنجليزية] (ANDAs) تتعلقُ بعلاجات فيروس نقص المناعة البشرية باستخدام تركيبات مُختلفة من الأباكافير واللاميفودين وأزتي، وتحدي العديد من براءات الاختراع. وفي عام 2013، أيدت المحكمة المحلية الأمريكية لمقاطعة ديلاوير صحة براءة اختراع تغطي إبسكوم وتيزيفير. وكانت هناك مسائل أخرى قابلة للاستئناف أو التقاضي اعتبارًا من 20 نوفمبر 2014.

## وصلات خارجية
- "تركيبة أباكافير/لاميفودين". بوابة المعلومات الدوائية. المكتبة الوطنية الأمريكية للطب. مؤرشف من الأصل في 2021-05-18.